# Ефимов, Николай Ильич
Николай Ильич Ефимов (3 ноября 1873, Оренбургская губерния — после 1921) — генерал-майор, командующий 48-м Донским казачьим полком (1915—1917).

## Биография
Родился 3 ноября 1873 года в станице Наследницкой второго военного округа Оренбургского казачьего войска. В 1893 года Николай окончил Оренбургский Неплюевский кадетский корпус, затем, в 1895 — Николаевское кавалерийское училище (по первому разряду). В 1904 году он выпустился, тоже по первому разряду, из Николаевской академии Генерального штаба.
29 августа (или 1 октября) 1893 года приступил к воинской службе. Он получил звание хорунжего через два года, в августе 1895 — со старшинством с 1894. Стал сотником в июле 1899 года. Дослужился до подъесаула в июле 1903 года, в мае 1904 года стал капитаном Генерального штаба. Получил чин подполковника в марте 1909 года, полковника — в 1912, а генерал-майора — через 5 лет, в сентябре 1917.
С августа 1895 года проходил службу в Оренбургском 3-м казачьем полку. После окончания Академии Генштаба вакансии не занимал. С 1905 по 1906 год являлся старшим адъютантом штаба XII армейского корпуса — стал участником Русско-японской войны. В марте-мае 1906 года состоял обер-офицером для особых поручений при штабе XII корпуса, а позже — и старшим адъютантом.
«Отбывал цензовое командование» сотней в 3-м казачьем полку. Затем, с 1908 по 1910, был помощником старшего адъютанта штаба Приамурского военного округа, после чего занял сам пост адъютанта. В 1913 году состоял штабс-офицером для поручений при штабе XII корпуса.
С 14 октября 1913 года исполнял дела начальника штаба Сибирской 6-й стрелковой дивизии. Во время Первой мировой войны, в ноябре 1914 года, 6-я дивизия была срочно переброшена на польский театр военный действий в районе Ловича, где вошла в состав отряда, сформированного для деблокирования частей 2-й и 5-й армий. В ходе наступления дивизия подверглась удару германских сил группы генерала Шеффера и потерпела тяжелое поражение. Н. Ефимов и начальник дивизии генерал В. А. Геннингс в ночь на 11 ноября оставили подчиненные им части и выехали в тыл. Позже Геннингс был обнаружен в госпитале «в числе нервнорасстроенных».
С 1915 года являлся командующим 48-м Донским казачьим полком. Уже после Февральской революции, в апреле 1917 года, он был назначен начальником штаба 2-й Оренбургской казачьей дивизии — с переводом в Генштаб.
18 мая 1917 года получил пост начштаба 6-й Сибирской дивизии. Уже после октября 1918 года стал членом комиссии при штабе войск Дальнего Востока в Хабаровске.
С февраля 1919 года являлся генералом-квартирмейстером штаба Приамурского военного округа. В сентябре был переведён в резерв чинов при штабе округа. В этот период состоял на довольствии при управлении Хабаровского воинского начальства. Затем, после прихода к власти Временного Приамурского правительства, он был в резерве чинов командного состава Хабаровского гарнизона, а также — в резерве чинов при штабе сухопутных и морских сил.
15 августа 1921 года генерал-майор Н. Ефимов успел получить должность штатного генерала для поручений при командующем войсками Временного Приамурского правительства.

## Награды
- Орден Святого Станислава 3 степени (1908)
- Орден Святой Анны 3 степени (1911)
- Орден Святого Станислава 2 степени (1913) — мечи (1915)[1]
- Орден Святого Владимира 4 степени с мечами и бантом (1915)
- Орден Святого Владимира 3 степени с мечами (1916)

## Семья
По состоянию на 1917 год состоял в официальном браке и имел двоих детей.